# Dominique Jameux
Dominique Jameux, né le 24 décembre 1939 à Vichy et mort le 2 juillet 2015 à Paris 15e, est un musicologue, producteur de radio et écrivain français.

## Biographie
Participe activement à mai 1968 et au journal Action!
Dominique Jameux collabore à l’Atelier de création radiophonique créé par Alain Trutat sur France Culture et anime La Musique prend la parole. Il rejoint ensuite France Musique, où il devient producteur. Il anime Le Matin des musiciens entre 1978 et 1991, ainsi que des émissions comme Le Fauteuil de Monsieur Dimanche et Histoires de musique.
Dominique Jameux fonde et dirige la revue Musique en jeu, consacrée à la musique du XXe siècle, qui paraît chaque trimestre entre 1970 et 1978. Il consacre des ouvrages à Richard Strauss et Alban Berg, parus dans la collection Solfèges des Éditions du Seuil. En 1984, Fayard publie sa biographie de Pierre Boulez. En 2009, il évoque son métier dans Radio.

## Récompenses
Le prix de la Société civile des auteurs multimédia (SCAM) est attribué à Dominique Jameux en 1994 pour l’ensemble de son œuvre radiophonique. En 2006, il est fait Chevalier de l'Ordre du Mérite.

## Livres
- Richard Strauss, Le Seuil, Collections Microcosme "Solfèges" n°31, 1971, 192 p.
- Berg, Le Seuil, Collections Microcosme "Solfèges" n°39, 1980, 192 p.  (ISBN 2-0200-5515-5)
- Pierre Boulez, Fayard, coll. « Musiciens d'aujourd'hui », 1984  (ISBN 2-2130-1077-3)
- Richard Strauss, Hachette, coll. « Pluriel » (rééd. mise à jour et complétée de l'ouvrage de 1971), 1986  (ISBN 2-0101-1127-3)
- Fausto Coppi, L'Echappée belle, Italie 1945 - 1960, Arte Editions, 1996, réédition Denoël, 2003  (ISBN 2207255107)
- L'École de Vienne, Fayard, 2002  (ISBN 2-2135-9969-6)
- Radio, Fayard, 2009  (ISBN 2-2136-4326-1)
- Opéra Eros et le pouvoir, Fayard, 2012  (ISBN 978-2-213-67104-8)
- Chopin ou la fureur de soi, Buchet-Chastel, 2014  (ISBN 978-2-283-02792-9)